# She Is Love
Singles de Oasis
Stop Crying Your Heart Out
(2002) Songbird
(2002)
Pistes de Heathen Chemistry
(Probably) All in the Mind Born on a Different Cloud
She Is Love est un morceau du groupe de rock anglais Oasis, neuvième piste et troisième single de leur cinquième album studio Heathen Chemistry. Sorti le 23 septembre 2002 au Royaume-Uni, il est arrivé en 2e position des charts anglaises. She Is Love a été le seul single de Oasis publié dans un single à double face-A, puisque le single Little by Little a également été publié avec ce dernier.

## Composition
Noel prétend l'avoir écrite en l'espace d'une demi-heure, en pensant à sa compagne du moment Sara McDonald. Le résultat final est une ballade entrainante effectivement placée sous le signe de l'amour. 
Ce morceau semble tirer une inspiration directe d'un passage du livre Le Prophète de l'artiste libanais Khalil Gibran : «When love beckons to you, follow him, Though his ways are hard and steep. And when his wings enfold you yield to him, though the sword hidden among his pinions may wound you» (Quand l'Amour te fait signe, suis-le, aussi ardue et escarpée que semble être sa route. Et quand il t'entoure de ses ailes, laisse-toi faire, même si l'épée qu'elles renferment pourrait te blesser).   
Détail amusant, John Lennon semble s'être également servi de ce recueil pour l'écriture de sa chanson Julia. 

## Liste des titres
- CD International, Vinyle 7" & Vinyle 12"

1. Little by Little - 4:54
2. She Is Love - 3:11
3. My Generation (Enregistré aux Maida Vale Studios de la BBC, 20 janvier 2000) - 4:05 (Absent sur le Vinyle 7")

- DVD International

1. She Is Love - 5:02
2. She Is Love (Démo) - 4:55
3. 10 Minutes of Noise and Confusion, Part. III (Documentaire d'un concert à Finsburry Park, à Londres, le 7 juillet 2002) - 8:31

- CD

1. She Is Love - 4:54
2. My Generation - 4:05
3. Columbia (Live à Barrowlands, Glasgow, le 13 octobre 2001) - 5:07
4. Little by Little (Vidéo Live à Finsburry Park,Londres, le 7 juillet 2002) - 4:53

À la demande du groupe, un clip fut réalisé par la directrice artistique de la 'British Fashion', Rachel Thomas. Mêlant séquences live et images d'animation, il ne paru cependant sous aucun format que ce soit.